# Deep Tracts of Hell
Deep Tracts of Hell es el segundo álbum de la banda Noruega de thrash metal, Aura Noir.

## Lista de canciones
1. "Deep Tracts of Hell" – 1:57
2. "Released Damnation" – 4:22
3. "Swarm of Vultures" – 2:45
4. "Blood Unity" – 4:47
5. "Slasher" – 3:29
6. "Purification of Hell" – 2:45
7. "The Spiral Scar" – 4:26
8. "The Beautiful, Darkest Path" – 4:31
9. "Broth of Oblivion" – 4:40
10. "To Wear the Mark" – 3:26

## Créditos
- Aggressor - Guitarras, bajo, batería y voces
- Apollyon - Guitarras, bajo, batería y voces
- Blasphemer - Guitarras

- Datos: Q1757408